# Adriano Giffoni
Adriano Jorge Giffoni de Lima (Quixadá, 20 de fevereiro de 1959) é um contrabaixista, arranjador e compositor brasileiro, conhecido por seu trabalho com a banda Azymuth. Em 2016, ele foi eleito o 7o melhor baixista do Brasil pelo site Brazucas Bass
Seu álbum Quixadá Acústico, de 2007, foi indicado ao Prêmio Tim de Música de 2008.
Seus livros "Música Brasileira para Contrabaixo Volume I e II" foram adotados na renomada Berklee Scholl of Music de Boston e na Universidade Orebro na Suécia como referência de música brasileira.

## Carreira
Adriano Giffoni começou a tocar violão aos nove anos, de ouvido. Aos 16, tocava em bares em Olinda, mas só veio a estudar mais seriamente aos 18 anos, quando mudou-se para Manaus e ingressou no conservatório da Universidade Federal do Amazonas.
A ida para a Escola de Música de Brasília, em 1980, foi muito importante para o seu aprendizado, pois pôde estudar vários estilos musicais e participar de orquestras e big-bands. Na Universidade de Brasília, Adriano Giffoni fez alguns cursos de extensão, nos quais teve aulas de contrabaixo acústico com Jaques Von Frasunkiewik e de percepção musical com Bohumil Med. Posteriormente, já no Rio de Janeiro, fez aulas de teoria e arranjo com Ian Guest, baixo elétrico com Zeca Assumpção e baixo acústico com Sandrino Santoro.
Gravou o tema de abertura da série "Mulher", exibida em 1999 pela Rede Globo. 

## Discografia
- 1992 - Adriano Giffoni
- 1994 - Madrugada Carioca
- 1997 - Contrabaixo Brasileiro
- 2000 - Caçula
- 2003 - Baixo Brasil
- 2007 - Quixadá Acústico
- 2009 - Encontro das Raças

com "Adriano Giffoni Trio"
- 2005 - Adriano Giffoni Trio
- 2013 - Melhor de Três

## Livros Publicados
- Música Brasileira para Contrabaixo (Editora Vitale)
- Música Brasileira para Contrabaixo Volume Dois (Editora Lumiar)
- Slap Com Ritmos Brasileiros (Editora HMP)
- 10 Estudos Para Contrabaixo com Ritmos Brasileiros (Editora Pontomusica)
- 2012 - “40 Frases Para Improvisação no Contrabaixo “(Editora DPX).
- 2017 - “15 Duetos Brasileiros para baixo Acústico e Elétrico” (Independente)
- 2017 - “12 estudos Brasileiros para Baixo Acústico” (Independente)